# Dolichognatha tigrina
Dolichognatha tigrina là một loài nhện trong họ Tetragnathidae.
Loài này thuộc chi Dolichognatha. Dolichognatha tigrina được Eugène Simon miêu tả năm 1893.